# Diocesi di Zuglio
La diocesi di Zuglio (in latino Dioecesis Iuliensis) è una sede soppressa e sede titolare della Chiesa cattolica.

## Storia
L'antica Iulium Carnicum divenne sede vescovile, suffraganea di Aquileia, tra il IV e il V secolo ed estendeva la sua giurisdizione alla Carnia e al Cadore. Assunse un rilievo sempre maggiore per la sua posizione strategica, che permetteva di controllare la strada detta Iulia Augusta che da Aquileia, attraverso il passo di Monte Croce Carnico, conduceva ad Aguntum nel Norico.
Nei secoli della fine dell'Impero Romano gli abitanti di Zuglio, costretti dalle invasioni barbariche, abbandonarono ripetutamente la città. Al pianoro del monte di San Pietro fu probabilmente eretta un'altra basilica, più piccola, dove fu trasferita la sede vescovile. Zuglio, troppo esposta alle scorrerie, venne definitivamente abbandonata intorno al 705, dopo una terribile incursione avara. In questa occasione, come riferisce lo storico longobardo Paolo Diacono, il vescovo Fidenzio trasferì la sede episcopale a Cividale. Secondo lo stesso Paolo, il suo successore, Amatore, fu cacciato nel 737 dal patriarca di Aquileia Callisto, che aveva fatto di Cividale la sua nuova sede patriarcale.
Quando Amatore morì, la diocesi di Zuglio venne soppressa e inglobata nel patriarcato aquileiese. Zuglio ebbe però il privilegio di mantenere il capitolo della cattedrale fino all'epoca napoleonica.
Nel 1751 l'intero territorio un tempo facente parte della diocesi di Zuglio passò alla nuova arcidiocesi di Udine; da questa nel 1846 il Cadore passò alla diocesi di Belluno (oggi diocesi di Belluno-Feltre).
Dal 1967 Zuglio è annoverata tra le sedi vescovili titolari della Chiesa cattolica; dal 27 maggio 2017 il vescovo titolare è Pedro Sergio de Jesús Mena Díaz, vescovo ausiliare di Yucatán.

## Cronotassi

### Vescovi
- Amanzio ? † (393 - 413 deceduto)
- Ianuario † (480 - 490 deceduto)
- Massenzio † (prima del 571/577 - dopo il 591)[1]
- Fidenzio † (menzionato nel 705)
- Amatore † (menzionato nel 737)

### Vescovi titolari
- Aldo Gobbi † (22 aprile 1967 - 29 novembre 1973 deceduto)
- Emilio Pizzoni † (21 marzo 1974 - 1º agosto 1985 dimesso)
- Pietro Brollo † (21 ottobre 1985 - 2 gennaio 1996 nominato vescovo di Belluno-Feltre)
- Alfred Kipkoech Arap Rotich (9 marzo 1996 - 29 agosto 1997 nominato ordinario militare per il Kenya)
- Mario Zenari (12 luglio 1999 - 19 novembre 2016 nominato cardinale diacono di Santa Maria delle Grazie alle Fornaci fuori Porta Cavalleggeri)
- Pedro Sergio de Jesús Mena Díaz, dal 27 maggio 2017